# David L. McDonald

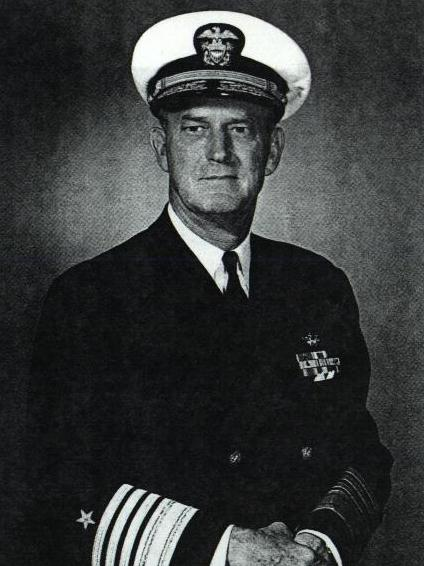
Admiral David L. McDonald

David Lamar McDonald (* 12. September 1906 in Maysville, Georgia; † 16. Dezember 1997 in Jacksonville Beach, Florida) war ein US-amerikanischer Admiral der US Navy, der von 1963 bis 1967 Chief of Naval Operations und damit in der frühen Phase des Vietnamkrieges war.

## Leben

### Ausbildung und Verwendungen als Marineoffizier
McDonald trat nach dem Schulbesuch in die US Navy ein und absolvierte die US Naval Academy in Annapolis, die er 1928 abschloss. In den folgenden zwei Jahren fand er verschiedene Verwendungen als Marineoffizier auf dem Schlachtschiff Mississippi, ehe er im Herbst 1930 eine Pilotenausbildung auf dem Marinefliegerstützpunkt Pensacola (Naval Air Station Pensacola) begann, die er 1931 abschloss.
Im Anschluss versah er Dienst als Pilot im Kampfgeschwader 6 an Bord des Flugzeugträgers Saratoga und danach zwischen 1934 und 1935 bei der Fliegereinheit auf einem Leichten Kreuzer. 1935 wurde er selbst Fluglehrer auf der Naval Air Station Pensacola und im Anschluss mehrere Jahre Pilot eines Aufklärungsflugzeugs im Luftraum zwischen Seattle und Alaska.

### Zweiter Weltkrieg und Nachkriegszeit
Nach dem Eintritt der Vereinigten Staaten in den Zweiten Weltkrieg am 8. Dezember 1941 wurde McDonald Offizier auf dem Flugzeugträger Ranger der US-Atlantikflotte, ehe er nach einer kurzzeitigen Verwendung auf dem Marinefliegerstützpunkt in Jacksonville Flugoffizier und dann Erster Offizier (Executive Officer) auf dem Flugzeugträger Essex bei der US-Pazifikflotte wurde.
Nach Kriegsende leistete McDonald zunächst Dienst im Stab des Befehlshabers der Luftstreitkräfte der Pazifikflotte und danach im Stab des Oberbefehlshabers der Pazifikflotte sowie mehrmals im Marineministerium (US Department of the Navy). Nach dem Besuch des Naval War College in Newport von 1950 bis 1951 wurde er Commanding Officer der Mindoro, ein Flugzeugträger der Commencement-Bay-Klasse, sowie anschließend Commanding Officer des Flugzeugträgers Coral Sea.

### Admiral und Chief of Naval Operations

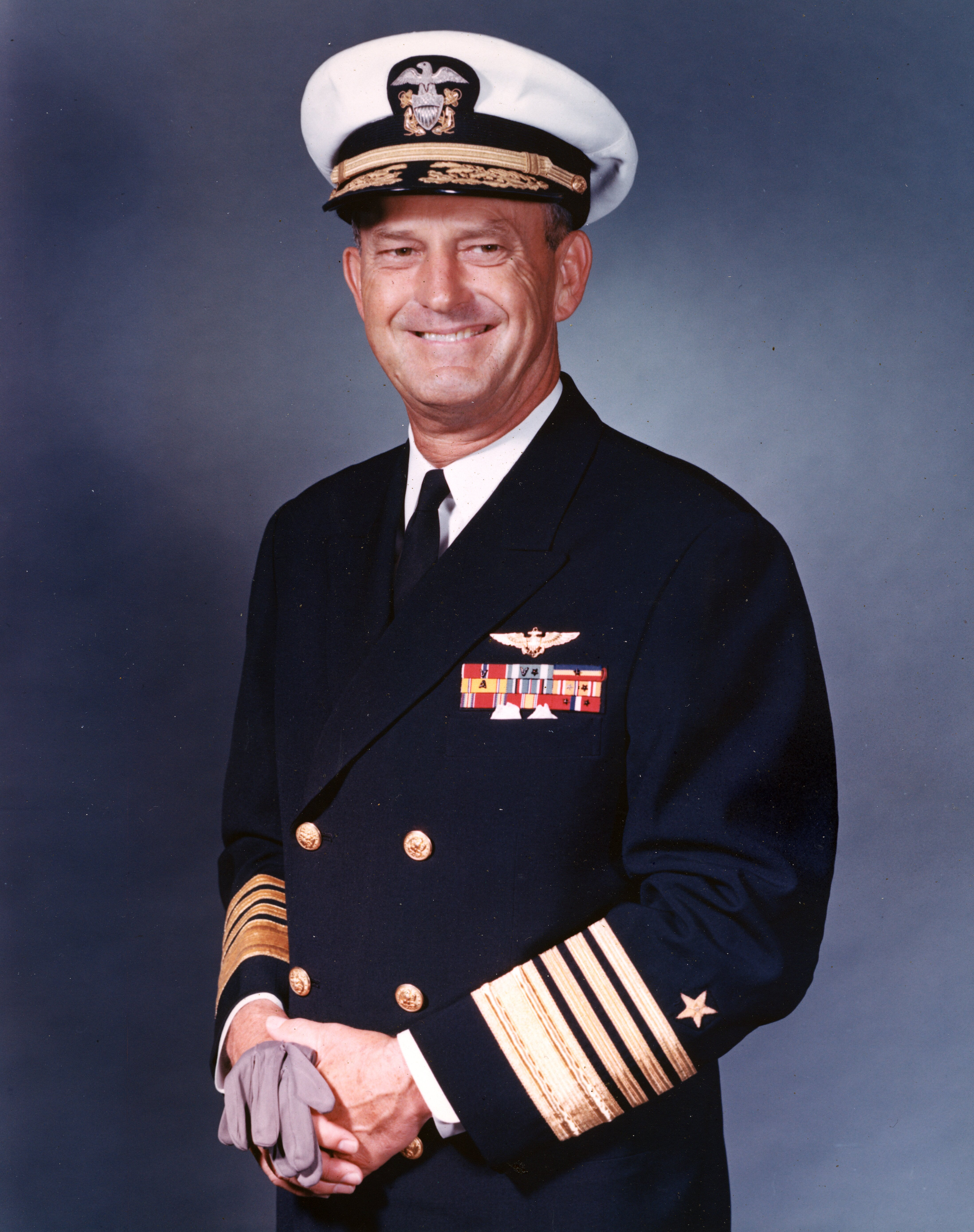
Admiral David L. McDonald als Chief of Naval Operations

Nach seiner Beförderung zum Konteradmiral wurde McDonald Direktor der Luftkriegsabteilung der Marine im US-Verteidigungsministerium und war zwischen 1957 und 1960 Leitender Marineoffizier beim Obersten Alliierten Befehlshaber für Europa SACEUR (Supreme Allied Commander Europe).
1960 wurde er Kommandeur der Flugzeugträgerdivision 6 (Carrier Division Six) und danach 1961 Befehlshaber der 6. US-Flotte. Am 1. April 1963 wurde er zum Admiral befördert.
Am 1. August 1963 wurde McDonald Nachfolger von Admiral George Whelan Anderson, Jr. als Chief of Naval Operations und war damit der ranghöchste Marineoffizier und Admiralstabschef der US Navy. Diesen Posten bekleidete er genau vier Jahre lang bis zum 1. August 1967 und damit in der frühen Phase des Vietnamkrieges, für den er moderne Marinefliegerverbände schuf, um dort Einsätze zu fliegen. Er wurde am 1. August 1967 in den Ruhestand versetzt und daraufhin von Admiral Thomas H. Moorer abgelöst.
Für seine Verdienste wurde er mehrmals ausgezeichnet und erhielt unter anderem zwei Mal die Navy Distinguished Service Medal, den Legion of Merit sowie den Bronze Star. Darüber hinaus wurde das Admiral David L. McDonald Field auf der Mayport Naval Station in Mayport nach ihm benannt.

## Veröffentlichungen
- A Statement by the Chief of Naval Operations on the Role of the Naval War College in the Professional Development of Naval Officers, in: Naval War College Review, Februar 1966, S. 1–3.
- Broad-Shouldered Heavy Lift Mobility. A Lecture delivered at Naval War College, 17. November 1965, in: Naval War College Review, März 1966, S. 1–7.